# The Drifter (film, 1932)
Pour les articles homonymes, voir The Drifter.
The Drifter est un western américain réalisé par William A. O'Connor et sorti en 1932.

## Synopsis
Alors que The Drifter rentrait chez lui dans sa cabane des bois, il fait la connaissance d'un condamné à mort qui s'est évadé et finit par l'aider...

## Fiche technique
- Réalisation : William A. O'Connor
- Scénario : Oliver Drake
- Image : William Nobles
- Durée : 71 minutes
- Montage : Tom Persons
- Date de sortie : 10 janvier 1932

## Distribution
- William Farnum : The Drifter
- Noah Beery : John McNary
- Phyllis Barrington : Bonnie McNary
- Charles Sellon : Whitey
- Bruce Warren : Paul LaTour
- Russell Hopton : Montana
- Ann Brody : Marie
- Ynez Seabury : Yvonne